# ウォロディミル・ヴェリーキイ級フリゲート
ウォロディミル・ヴェリーキイ級フリゲート（ウォロディミル・ヴェリーキイきゅうフリゲート、ウクライナ語: фрегат «Володимир Великий»）または58250型フリゲート（ウクライナ語: фрегат проєкту 58250）は、ウクライナ海軍のフリゲートの艦級。2005年の計画時はコルベットとされていたが、2021年にフリゲートとされた。

## 来歴
2005年8月9日に約8億500万フリヴニャで建造が承認され、2011年から建造が開始されたが、度重なる計画遅延とウクライナ紛争の影響により2014年に中止された。
2017年に、1番艦を2022年、2番艦を2024年、3番艦を2026年、4番艦を2028年に就役させる計画が発表されたが、ウクライナ海軍司令官は建造再開のための予算はないと述べた。
2021年、ウクライナ国防省はフリゲートとして完成させることを発表した。

## 同型艦
| 艦番号 | 艦名                                           | 建造       | 起工           | 進水       | 就役       |
| ------ | ---------------------------------------------- | ---------- | -------------- | ---------- | ---------- |
| 01701  | ウォロディミル・ヴェリーキイ Володимир Великий | 黒海造船所 | 2011年 5月17日 |            | 2022年予定 |
|        |                                                | 黒海造船所 |                | 2024年予定 |            |
|        |                                                | 黒海造船所 |                | 2026年予定 |            |
|        |                                                | 黒海造船所 |                | 2028年予定 |            |